# Apito

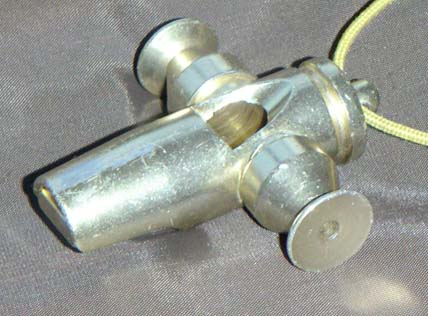
Apito aus Metall

Apito, im Deutschen auch Samba-Pfeife, ist eine dreitönige Pfeife, die in der brasilianischen Samba-Musik als Signalinstrument eingesetzt wird, um den Rhythmus zu markieren. Nach der Tonerzeugung gehört die Apito zu den Kernspaltflöten und Gefäßflöten.

## Funktion und Verwendung
Die Apito funktioniert vom Prinzip her wie eine gewöhnliche Trillerpfeife, hat aber zwei Löcher, die einzeln oder in Kombination geöffnet oder verschlossen werden können, um verschiedene Töne zu erzeugen.
Im original brasilianischen Samba wird die Samba-Pfeife meist vom Leiter/Dirigent der Gruppe gespielt und dient dort praktisch ausschließlich als Signalgeber, um Breaks anzukündigen und zu markieren. In Europa wird sie darüber hinaus auch als Rhythmusinstrument verwendet; das macht oft nicht der Leiter, sondern mitunter auch ein „normaler“ Spieler der Samba-Gruppe.
Auch auf einer „normalen“ eintönigen Trillerpfeife lassen sich mit etwas Übung Samba-Rhythmen spielen. Daher verwenden manche Samba-Gruppen bzw. -Musiker auch normale Trillerpfeifen als Alternative zur Apito, die dann gemeinhin ebenfalls als Samba-Pfeifen bezeichnet werden.
Die Samba-Pfeife ist auch als Ergänzung zu Maracas beliebt. Hierbei besteht allerdings die Gefahr, dass sie zu „aufgesetzt“ klingt und die Rasseln übertönt. Für diese Kombination wird daher ein möglichst lautes Maracas-Modell benötigt, welches mit der Pfeife in etwa auf demselben Lautstärke-Level liegt.
Sie ist auch für Kinder leicht erlernbar und eignet sich daher auch als Spielzeuginstrument.